# Signalkuppe
Signalkuppe (wł. Punta Gnifetti) – szczyt w Alpach Pennińskich, części Alp Zachodnich. Leży na granicy między Szwajcarią (kanton Valais) a Włochami (region Piemont). Należy do masywu Monte Rosa. Szczyt można zdobyć ze schronisk Monte Rosa Hut (2795 m), Rifugio Città di Mantova (3470 m) oraz Rifugio Gnifetti (3611 m). Lodowce pod szczytem to Gornergletscher i Grenzgletscher. Na szczycie Signalkuppe znajduje się małe schronisko Rifugio Regina Margherita, najwyżej położone schronisko w Europie. Nazwane zostało na cześć królowej Włoch – Małgorzaty Sabaudzkiej. Włoska nazwa szczytu (Punta Gnifetti) pochodzi od nazwiska Giovanniego Gnifetti, który był pierwszym zdobywcą szczytu.
Pierwszego wejścia dokonali Giovanni Gnifetti, J. Farinetti, C. Ferraris, C. Grober, J. i G. Giordiano 9 sierpnia 1842 r.